# Hans Strijk
Hans Strijk , född 1595, död 14 februari 1653, var en svensk adelsman (ursprungligen baltisk), landshövding, överste och godsägare. 

## Civil och militär karriär
Strijk (även namnformerna Stryk och Strick förekommer) var 1645–53 landshövding i Härnösand över Jämtland, Medelpad och Ångermanland (dåvarande Härnösands län). Som kommendant i Jämtland 1644 försvarade han Frösön och Frösö skans mot danskarna, men tvingades ge upp. Han utnämndes till överste i Hälsinge regemente 1645. 

## Egendomsinnehav
Hans Strijk ägde Älgmyra säteri i Kristbergs socken, Grimstads säteri i Östra Skrukeby socken samt flera hemman i Lönsås och Fornåsa socknar, samtliga i Östergötlands län. Vidare innehade Strijk Skogs-Ekeby säteri i Västerhaninge socken, Stockholms län och Norrby i Vendels socken, Uppsala län. Skogs-Ekeby, som var familjens huvudsäte, kom i likhet med Grimstad i Strijks ägo genom giftermålet med Brita Skytte.

## Hans Strijks familj
Fadern innehade Morsels gods i Livland. Sedan föräldrarna avlidit endast ett par år efter Strijks födsel uppfostrades han en tid av släktingar i Livland för att vid 12 års ålder sändas till Sverige där han blev page hos Johan Skytte. Hans Strijk gifte sig under 1630-talet med Brita Skytte af Sätra (1609–87). Som änka köpte Brita Skytte 1660 ett stenhus på Västerlånggatan i Stockholm. Båda makarna är begravda i Riddarholmskyrkan i Stockholm.  
Sonen Gotthard Strijk (1634–92) var landshövding i Västerbottens län 1688–92.